# Staurodesmus subvalidus
Staurodesmus subvalidus  là một loài Song tinh tảo trong họ Desmidiaceae, thuộc chi Staurodesmus.